# Rauch Fruchtsäfte
Rauch Fruchtsäfte GmbH & Co OG – austriacki producent napojów z siedzibą w Rankweil. Przedsiębiorstwo zostało założone w 1919 roku.
Przedsiębiorstwo to jest znane głównie z produkcji soków owocowych. Eksportuje swoje produkty do około 100 krajów, a także oferuje prywatne usługi produkcyjne takie jak Bravo, które są dostępne na przykład w krajach byłej Jugosławii.